# Bob Seagren
Robert „Bob“ Lloyd Seagren (* 17. Oktober 1946 in Pomona, Kalifornien) ist ein US-amerikanischer Olympiasieger und ehemaliger Weltrekordhalter und Olympiasieger im Stabhochsprung.

## Leben
Bob Seagren war ab Mitte der 1960er bis in die frühen 1970er Jahre einer der weltbesten Stabhochspringer. Er gewann sechs Mal die US-amerikanische Meisterschaft und 1967 die Panamerikanischen Spiele. Seinen ersten Weltrekord (5,32 m) sprang er am 14. Mai 1966 in Fresno. Danach verbesserte er den Weltrekord 1967 in San Diego (5,36 m), 1968 in South Lake Tahoe (5,41 m) und 1972 in Eugene (5,63 m) noch drei Mal. Außerdem sprang er zwischen 1966 und 1969 insgesamt sechs Mal einen neuen Hallenweltrekord. Er verstand es ohne Probleme College- und Vereinssportlaufbahn zu koordinieren.
Bei den Olympischen Spielen 1968 in Mexiko-Stadt wurde er in einem der spannendsten Stabhochsprung-Finale Olympiasieger. Am Ende des Tages hatten außer ihm auch der Silbermedaillengewinner Claus Schiprowski (BRD) und Wolfgang Nordwig (DDR) die neue Rekordhöhe von 5,40 m übersprungen. Bei den Olympischen Spielen 1972 in München war er Favorit, hatte aber das Pech, dass der von ihm benutzte neuartige Katapult-Stab in letzter Minute für den Wettkampf nicht zugelassen wurde. Trotzdem stand er auch in München auf dem Siegerpodest und gewann Silber. Die Goldmedaille ging an Wolfgang Nordwig, der mit neuem olympischen Rekord (5,50 m) als erster Nicht-US-Amerikaner Olympiasieger in dieser technisch schwierigen Disziplin wurde.
Als Absolvent der University of Southern California versuchte er nach 1972 für kurze Zeit als Leichtathletik-Profi bei der  International Track Association sein Glück. Hier lieferte er sich regelmäßig spannende Duelle gegen seinen langjährigen Rivalen Steve Smith. Danach verzichtete er auf die Reamateurisierung und wurde Filmschauspieler und im Fernsehen als Serien-Schauspieler und Showmaster erfolgreich. Schließlich wurde er Vorstand einer Firma, die sich auf die Entwicklung, Organisation und das Management großer Straßen-Langstreckenläufe und Fitness-Events – wie z. B. den Long Beach International City Marathon in Kalifornien – spezialisiert hat.